# Свиридова, Алёна Валентиновна
Алёна Валенти́новна Свири́дова (урожд. Лео́нова; род. 14 августа 1962, Керчь, Крымская область) — российская певица, автор песен, композитор, актриса, телеведущая. Заслуженная артистка РФ (2004).

## Биография

### Детские и юношеские годы
Родилась 14 августа 1962 года в Керчи.
Отец — Валентин Вячеславович Леонов (1937—2001) — был военным лётчиком, служил на Севере, умер в 64 года.
Мать — Вера Васильевна Бурьянова (род. 1938) — филолог, работала на радио, сейчас пенсионерка.
Дедушка — Василий Маркович Бурьянов (1916—1941) — был сапёром, погиб в 1941 году.
Младший брат — Алексей Валентинович Леонов (род. 1971) — выпускник Минского института культуры, работал на белорусском телевидении, пишет песни, участвовал в рок-группе «Дети Леонова», работал у сестры администратором.
В детском возрасте Алёна с родителями переехала жить в станицу Отрадную Краснодарского края, а затем — в Минск; в Керчи осталась жить её бабушка, у которой Алёна проводила каждое лето.
Школу окончила в Минске.
Окончила музыкально-педагогическое отделение Минского педагогического института. Во время учёбы вела вокальную студию и пела в женском вокально-инструментальном ансамбле при профкоме Минского механического завода им. С. И. Вавилова.

### Начало карьеры в Беларуси
В начале карьеры находилась под влиянием Энни Леннокс, у которой брала пример, как вести себя на сцене, петь, выглядеть.
Записала несколько песен, которые вышли в эфир на Минском радио.

«Стинга я считала своим учителем, долгое время он был для меня царь и бог. Я с него началась как певица», признавалась впоследствии Свиридова.— 
Работала концертмейстером и актрисой в Минском драматическом театре имени Горького.
Первой ролью на сцене стала Алкмена в комедии Мольера «Амфитрион».

### Творческая деятельность в России
После переезда в 1993 году из Минска в Москву, по собственному признанию, на некоторое время оказалась в изоляции, без друзей и знакомых. Жила на съёмной квартире на окраине столицы, в районе метро Домодедовская.
В этот сложный период ей помог адаптироваться в столице России сатирик Аркадий Арканов. В 1993 году на работу в Москву Свиридову пригласил директор Богдана Титомира — Юрий Рипях. Увидел начинающую певицу на концерте в Минске, на «разогреве» у Титомира, попросил кассету, а через две недели предложил сотрудничество. В Москве Алёна записала несколько песен, которые сама сочинила. На телевизионном фестивале «Песня-93» вышла в финал с песней «Просто кончилась зима». Получила приз «Золотое яблоко» на фестивале «Поколение-93».
Видеоклип «Розовый фламинго» занял 1-е место в 1994 году на канале «BIZ-TV».
В 1995 году «Дженерал рекордс» выпустил дебютный компакт-диск «Розовый фламинго». Клипы на песни «Никто, никогда», «Розовый фламинго», выступления в концертах с Валерием Леонтьевым и сольно приносят Свиридовой популярность. Далее были альбомы «Ночью всё иначе», «Линии жизни», «Сирена». Актёрские работы — мюзиклы «Лунный свет» и «Три мушкетёра», х/ф «Смерть по завещанию».
Работала в театре «Школа современной пьесы».
Дважды, в ноябре 1999 и марте 2008 года, эротические фотосессии Свиридовой публиковались в журнале «Playboy».
В 2002 году вместе с Андреем Макаревичем певица выпустила альбом «Игра в классики», содержащий как авторские песни, так и кавер-версии в стиле джаз и блюз известных песен, в числе которых произведения Исаака Дунаевского, Имре Кальмана, а также мировой хит Джорджа Гершвина «The Man I Love» («Любимый мой») в собственном поэтическом переводе.
В 2002 году, ещё не имея российского гражданства, Свиридова вступила в Союз писателей РФ, став членом отделения поэтов-песенников.
1 сентября 2003 года Указом Президента РФ В. Путина № 1025 Свиридова принята в гражданство Российской Федерации.
В ноябре 2004 года Свиридовой присвоено звание «Заслуженный артист Российской Федерации». Почётный знак ей вручил министр культуры Александр Соколов.
В феврале 2008 года певица выступила с большим шоу; его музыкальную основу составил новый альбом «Сирена, или 12 историй, рассказанных на рассвете», который критика назвала «тонким и умным».
В 2011 году на концерте, устроенном Первым каналом к 80-летию со дня рождения композитора Микаэла Таривердиева, Свиридова представила оригинальную вокализацию стихотворения Михаила Светлова «В разведке», открыв, по мнению ведущего музыкального вечера Максима Матвеева, «новую, неизведанную грань своего таланта».
Всего выпустила 6 музыкальных альбомов.

### Юбилейный концерт в Crocus City Hall
7 ноября 2012 года в Крокус Сити Холле состоялся юбилейный концерт Свиридовой, приуроченный к 20-летию её профессиональной эстрадной карьеры. В концерте, съёмку которого вёл Первый канал, также приняли участие друзья Свиридовой — Лев Лещенко, Валерий Меладзе, Владимир Пресняков, Сергей Мазаев, Денис Клявер, которые подчёркивали, что Алёна интересна им и как женщина, и как певица, и как автор. Музыкальный обозреватель «Коммерсанта» Борис Барабанов, присутствовавший на шоу, отметил сочинительский талант певицы, и засвидетельствовал, что в «зале было меньше людей, чем хотелось бы, но цветов несли больше, чем можно было ожидать».
Репортаж о концерте на Первом канале в программе «Да ладно!» сопровождался скандалом и последующими претензиями Свиридовой к авторам телепередачи, которые в сюжете чрезмерно, по мнению Алёны, сконцентрировались на возрасте певицы и её очередном замужестве. Позднее Первый канал принёс Свиридовой извинения за «некрасивую историю» и в рамках той же программы подготовил другой телесюжет о юбилейном концерте, который отвечал ожиданиям певицы.

### Работа на телевидении
- Снималась в российском мюзикле «Бюро счастья» (1998), где партнёрами Свиридовой были Людмила Гурченко и Александр Михайлов[39]. Актёрские способности пригодились Свиридовой и в телевизионных проектах «Старые песни о главном» и «Военно-полевой романс»[39].
- В 2002 году была ведущей реалити-шоу «Гарем» на СТС, снимавшемся в Кении[23][40].
- «Один в один!» (2-й сезон, 2014) — участница, в т. ч. с сыном Григорием (специальный выпуск ко Дню защиты детей).
- «Три аккорда» (3-й сезон, 2018) — участница.
- «Точь-в-точь» (5-й сезон, 2021) — участница.
- «Две звезды. Отцы и дети» (2-й сезон, 2023) — участница вместе с сыном Григорием.
- «Новая фабрика звёзд» (2024) — участница.

## Личная жизнь
- В 1980 году вышла замуж за Сергея Викторовича Свиридова (р.1954), который сейчас проживает в Канаде.
  - сын — Василий Сергеевич Свиридов (род. 1983), учился в московской школе № 57[41] и в Канаде. Программист, живёт в Ванкувере, Канада, вместе со своим отцом[9].
- В 1998 году вышла замуж за гражданина США, сотрудника американского посольства в РФ Генри Пикока. Свадьба состоялась на острове Антигуа в Карибском море[42].
- С 2003 по 2007 год гражданский муж — Дмитрий Николаевич Мирошниченко (род. 11 июля 1982; Кривой Рог) — бывший манекенщик, владелец агентства по организации праздников, вёл на ТНТ передачу «Бинг-лото». Познакомились и начали встречаться на реалити-шоу «Гарем» в Кении в 2002 году.  Спустя 4 года расстались[43].
  - сын — Григорий Дмитриевич Мирошниченко (род. 3 января 2004 года[44][45][46]).
- 28 сентября 2012 года на шоу «Пусть говорят» (Первый канал) Алёна представила в качестве своего нового спутника 36-летнего Давида Варданяна (род. 1976)[16].

## Факты
- Второй клип певицы «Никто, никогда» (режиссёр Михаил Хлебородов) на фестивале «Поколение-93» занял первое место за работу режиссёра и оператора. Алёна получила награду «Золотое Яблоко» за создание лучшего женского образа на эстраде
- Клип на песню «Розовый фламинго» (режиссёр Михаил Хлебородов) занял первое место на конкурсе видеоклипов Biz-TV в 1994 году
- В фильме 1998 года «Любовь зла» исполнила песню «Настоящая мужская любовь»
- По признанию певицы, сделанному в возрасте 50 лет (в феврале 2013 года), с 18 лет она постоянно находится в одном и том же весе — 58 кг[47].
- В интервью журналу «Allure» (2012) Свиридова сообщила, что регулярно делает инъекции ботокса, её увлечениями являются пилатес в студии Илзе Лиепы и латиноамериканские танцы[48].
- С 2016 года Свиридова являлась членом Общественного совета по строительству Крымского моста[49].

## Признание
Имеет 3 статуэтки российской музыкальной премии «Золотой граммофон»: 1996 — «Бедная овечка», 1999 — «Ой», 2001 — «Моё сердце»

### Концертный коллектив

На концерте в клубе Magnus Locus, 28 апреля 2021 года

- Алёна Свиридова — вокал, акустическая и 12-струнная гитара, гиталеле, клавишные, фортепиано, автор;
- Евгений Тарутаев — электрогитара, акустическая гитара (с 2016 года) (также гр. Кахиба до 2008 г., cover band NITY band, ex.МАНТАНА, Н. Гринько и гр. «Green»);
- Евгений Лепендин — ударные инструменты, кахон (ex. Hippopotazm, ex. Жанна Агузарова, гр. В. Преснякова с 1996 по 2011, гр. Е. Маргулиса с 2005 по 2017 г.);
- Виктор Пономарёв — бас-гитара, контрабас.

### Сольная дискография
- 1994 «Розовый фламинго»
- 1997 «Ночью всё иначе»
- 2000 «Линия жизни»
- 2002 «Игра в классики»
- 2008 «Сирена или 12 историй, рассказанных на рассвете»[50]
- 2017 «Город-река»

### Участие в сборниках
- 2003 «Тонкий шрам на любимой попе»

### Клипы
1. 1992 «Высота»
2. 1993 «Никто-никогда» (режиссёр Михаил Хлебородов)
3. 1994 «Розовый фламинго» (режиссёр Михаил Хлебородов)
4. 1995 «Ваши пальцы пахнут ладаном» (режиссёр Иван Дыховичный)
5. 1995 «Одинокая гармонь» («Старые песни о главном»)
6. 1996 «Бедная овечка» (режиссёр Фёдор Бондарчук, оператор Максим Осадчий)
7. 1996 «Песенка о медведях» («Старые песни о главном 2»)
8. 1997 «Два ангела»
9. 1997 «Лунный свет»
10. 1997 «Песня прощения» — дуэт со Львом Лещенко (русскоязычная кавер-версия песни «Манчестер — Ливерпуль») («Старые песни о главном 3»)
11. 1997 «Надежда» — в составе звёзд «Старых песен о главном — 3»
12. 1999 «Ой»
13. 2001 «Это ведь я» (режиссёр Фёдор Бондарчук, оператор Владислав Опельянц)
14. 2001 «Мое сердце не свободно» (режиссёр Фёдор Бондарчук, оператор Максим Осадчий)
15. 2002 «Любимый мой» (режиссёр Александр Смирнов)
16. 2003 «Я слишком много знаю» (режиссёр Олег Гусев)
17. 2005 «Всё, потому что ты»
18. 2006 «Красноглазая» — дуэт с группой «МультFильмы» (режиссёр Богдан Дробязко, оператор Максим Дроздов)
19. 2008 «Пока» (режиссёр Виктор Вилкс)
20. 2011 «Можно» (режиссёр Юрий Куликов, оператор Роман Кадария)
21. 2012 «C’est la vie» (режиссёр Игорь Стеколенко)
22. 2016 «Существо» (режиссёр и оператор Сева Галкин)
23. 2016 «Самолётик» (режиссёр и оператор Сева Галкин)
24. 2017 «Ранен (lyric video)»
25. 2018 «Травушка» (режиссёр Алан Бадоев, оператор Владимир Шкляревский)
26. 2018 «Ранен» (режиссёр Алан Бадоев)
27. 2021 «Розовый фламинго» (совместно с группой Cream Soda)

### Фильмография
1. 1995 «Старые песни о главном» — учительница
2. 1996 «Старые песни о главном 2» — продавщица ёлок
3. 1997 «Старые песни о главном 3» — диктор в выпуске «Новостей»
4. 2004 «Три мушкетёра» (новогодний мюзикл) — Атос
5. 2006 «Смерть по завещанию» — Ирина Воронова
6. 2009 «Сирена. Live!» (видеоверсия концерта, состоявшегося 08.02.2008 в МХАТ им. Горького, DVD Квадро-Диск)
7. Воронины — подруга Веры (354)